# بطولة تونس للكرة الطائرة للرجال 1976-1977
بطولة تونس للكرة الطائرة للرجال 1976-1977 هو الموسم رقم 22 من بطولة تونس للكرة الطائرة للرجال.

فاز بهذا الموسم النادي الأولمبي القليبي.

## روابط خارجية
- الموقع الرسمي للجامعة التونسية للكرة الطائرة.